# 鞆

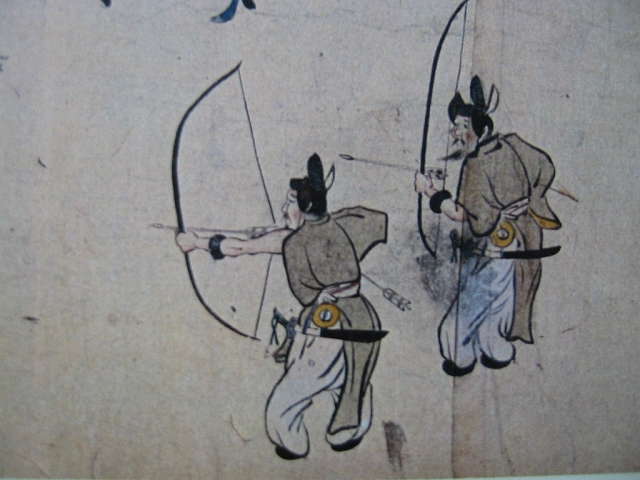
鞆を着用した射手（『年中行事絵巻』より）。

鞆（とも）とは、弓を射る時に左手首の内側につけて、矢を放ったあと弓の弦が腕や釧に当たるのを防ぐ道具である。古語では「ほむた・ほむだ」といい、鞆という字は国字である。

## 概要

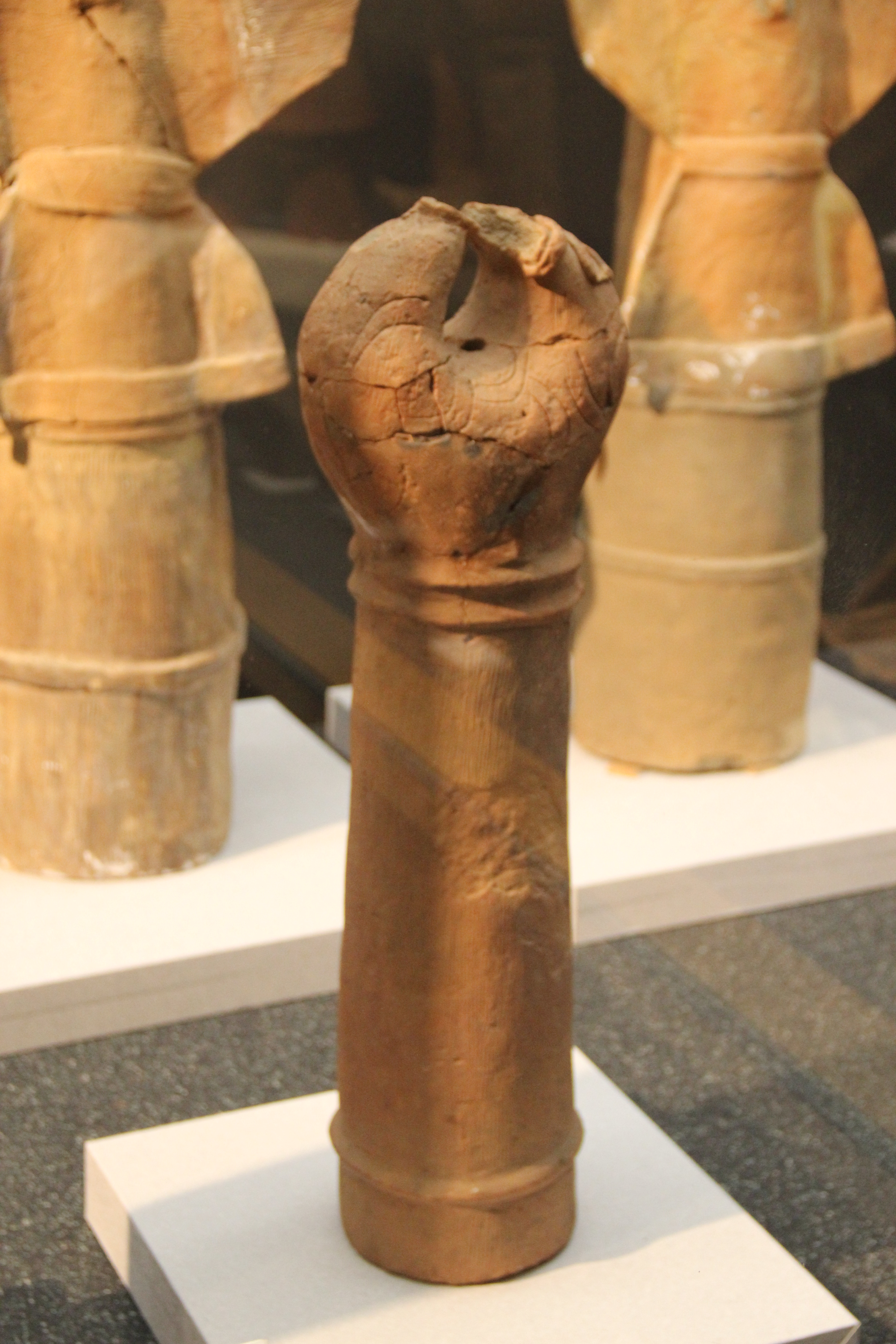
鞆形埴輪。芝山古墳・はにわ博物館（千葉県山武郡芝山町）所蔵。

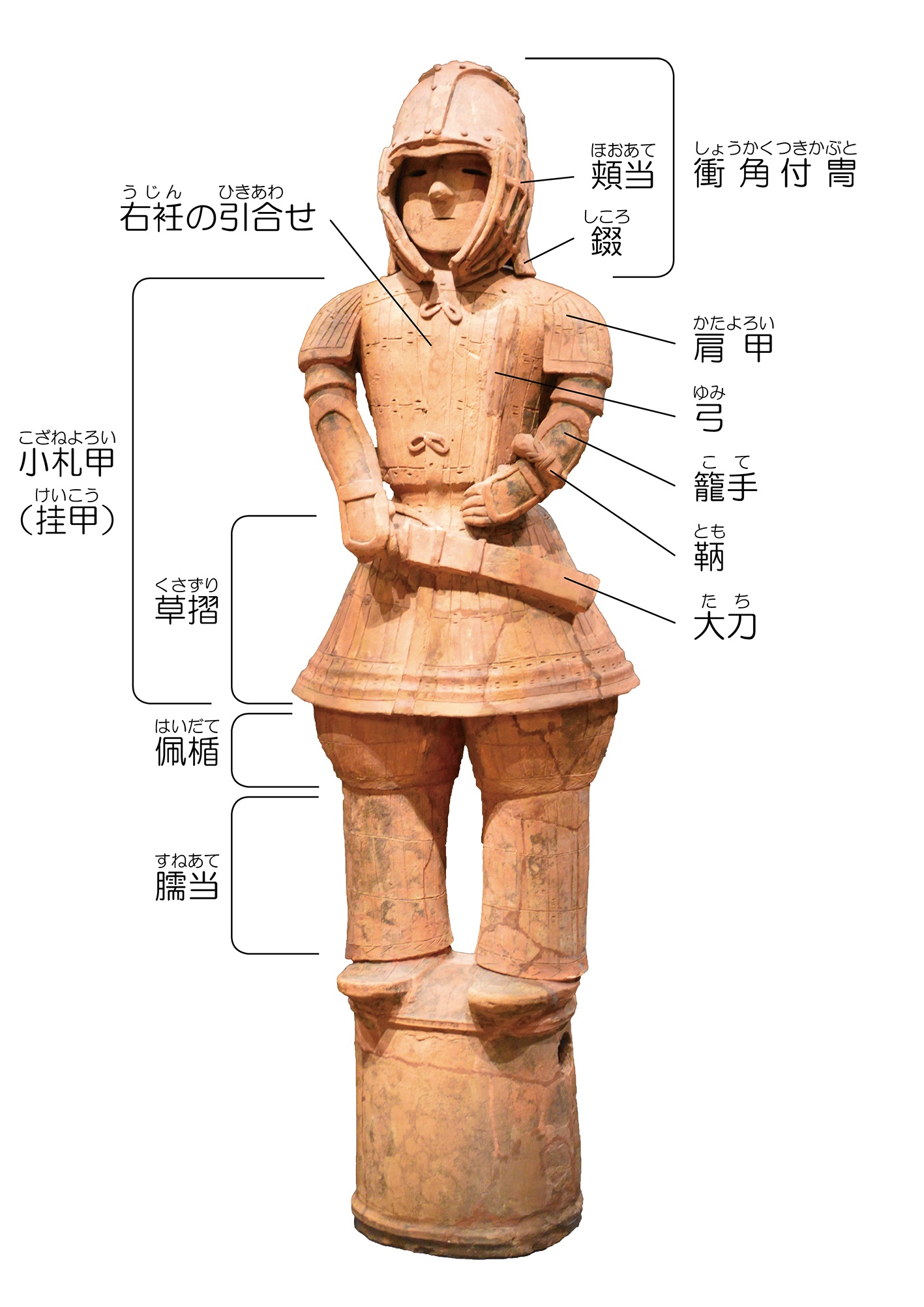
「埴輪 挂甲武人」の装備（東京国立博物館所蔵）。鞆は左腕の籠手に巻かれている。

革製の丸い形で、革紐で結びつける装身具・武具である。鞆の歴史は古く、古墳時代の形象埴輪の中には鞆そのものを象った「鞆形埴輪」が存在し、群馬県前橋市の中二子古墳（大室古墳群）出土例や、静岡県磐田市の堂山古墳出土例（静岡県指定有形文化財）などが知られる。また東京国立博物館所蔵の国宝「埴輪 挂甲武人」は、左腕の籠手の上に鞆を装着しており、群馬県太田市のオクマン山古墳の「埴輪鷹匠」と呼ばれる鷹をとまらせた人物埴輪には、腰から提げた鞆が表現されている。なお正倉院には、奈良時代の革製の実物が伝わる。
古代日本では用いられていたが、中世ごろには実用では用いられなくなっており、武官の儀礼用となった。

## 鞆に関わること
「弓の音」という言葉が万葉集を始めとし、数々の和歌の中で詠まれているが、これは鳴弦か鞆音（ともね）のことを指し、鞆音とは弓矢で矢を射た時に、弦が鞆に当った時の高い音をいう。
日本の弓矢神として知られる応神天皇は、鞆を携えて生まれたとされ、それゆえに生まれながらの武神であるといわれ、誉田別尊（ほむたわけのみこと）、大鞆和気命（おおともわけのみこと）。誉田天皇（ほむたのすめらみこと/ほんだの－）という別称も持っている。
広島県福山市の地名「鞆町」や「鞆の浦」の由来である。
紋様の一つの巴（ともえ）は、鞆の形を図案化して作られたとも、逆に鞆の形に似ていたため「ともえ」という名前になったとも、また、鞆によく描かれた紋様であるからとも言う。

## ギャラリー

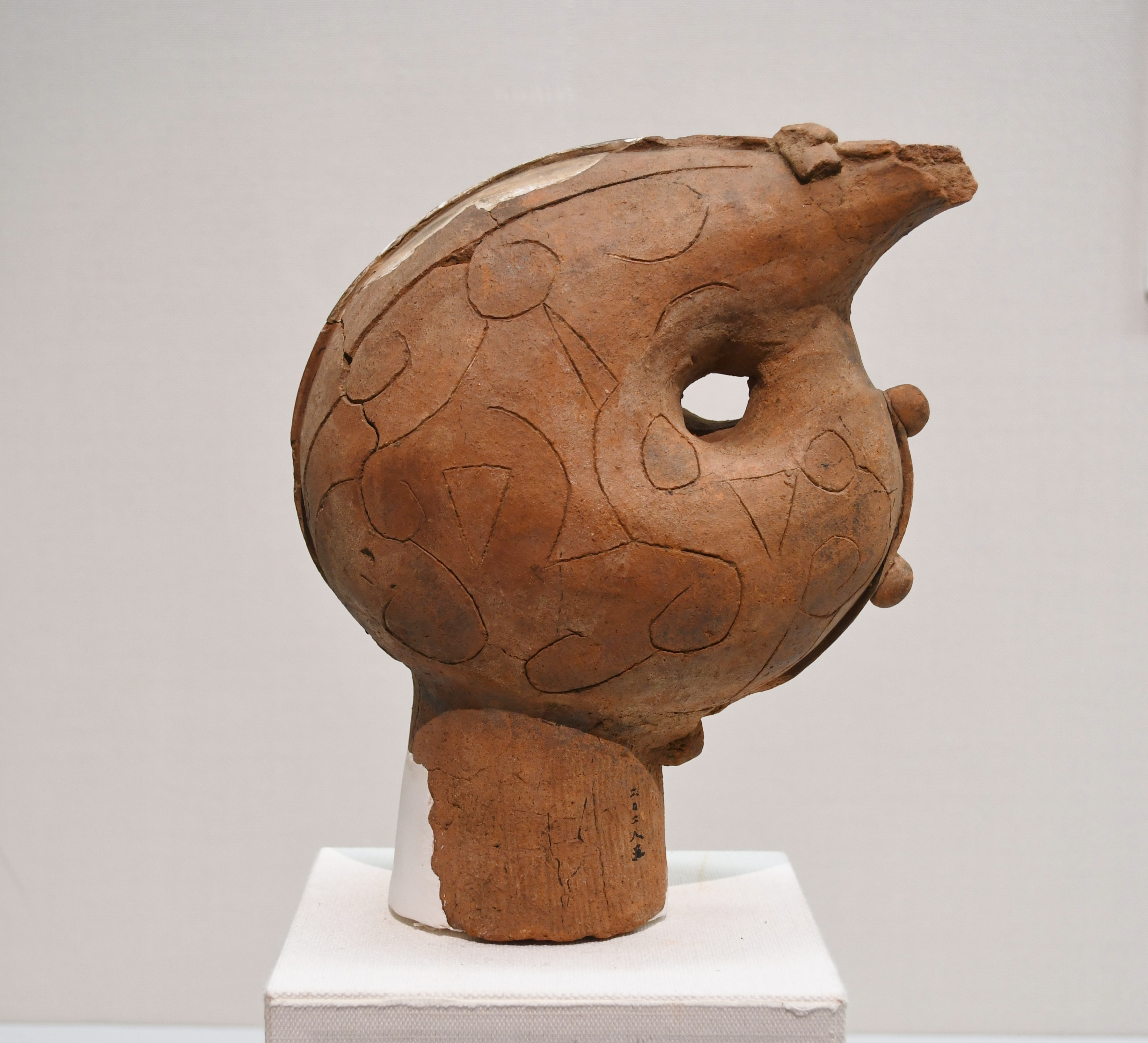
恵下古墳出土 鞆形埴輪 群馬県伊勢崎市。東京国立博物館展示。
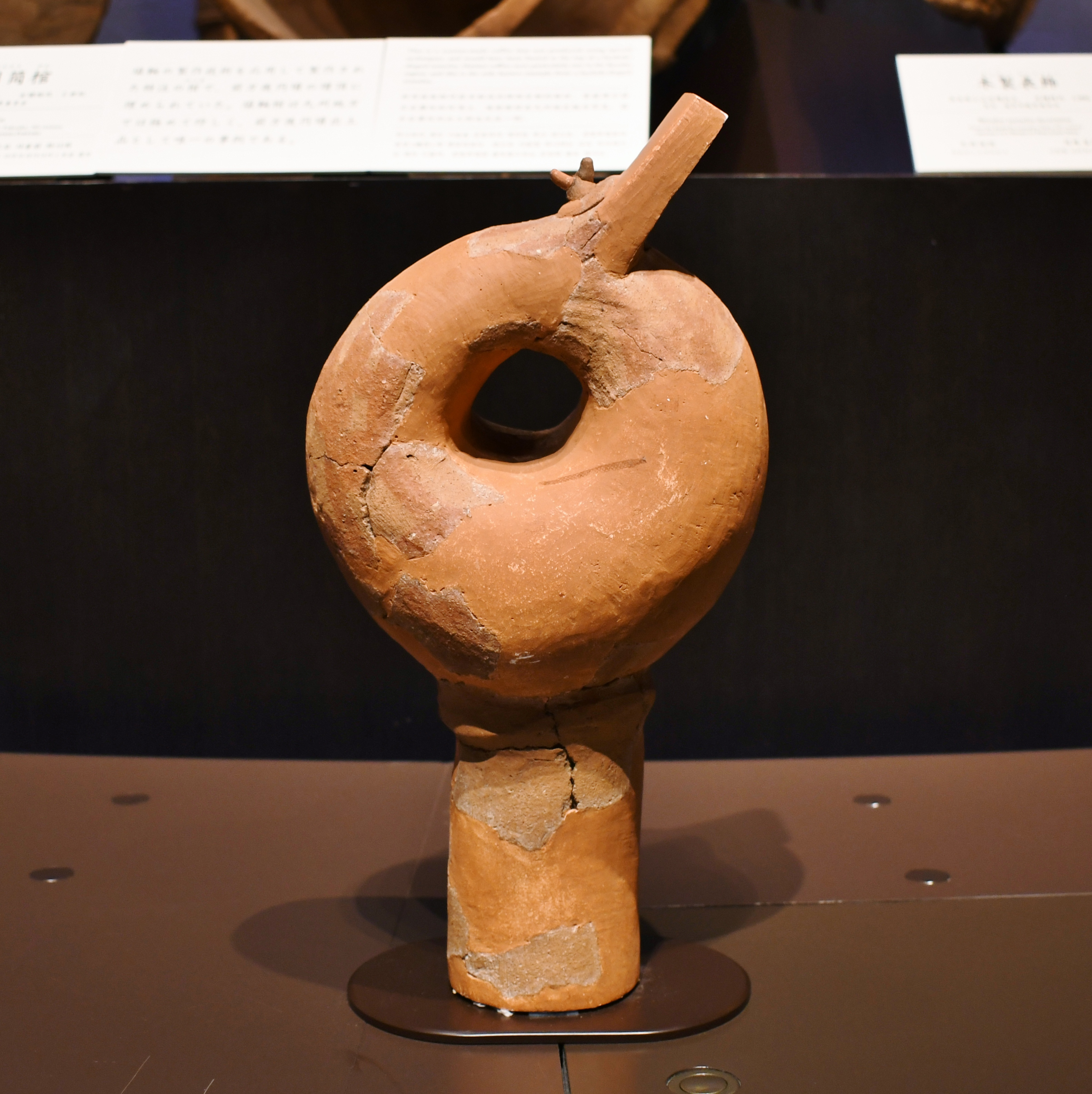
代正寺遺跡 鞆形埴輪 埼玉県東松山市。埼玉県立さきたま史跡の博物館蔵、九州国立博物館展示。
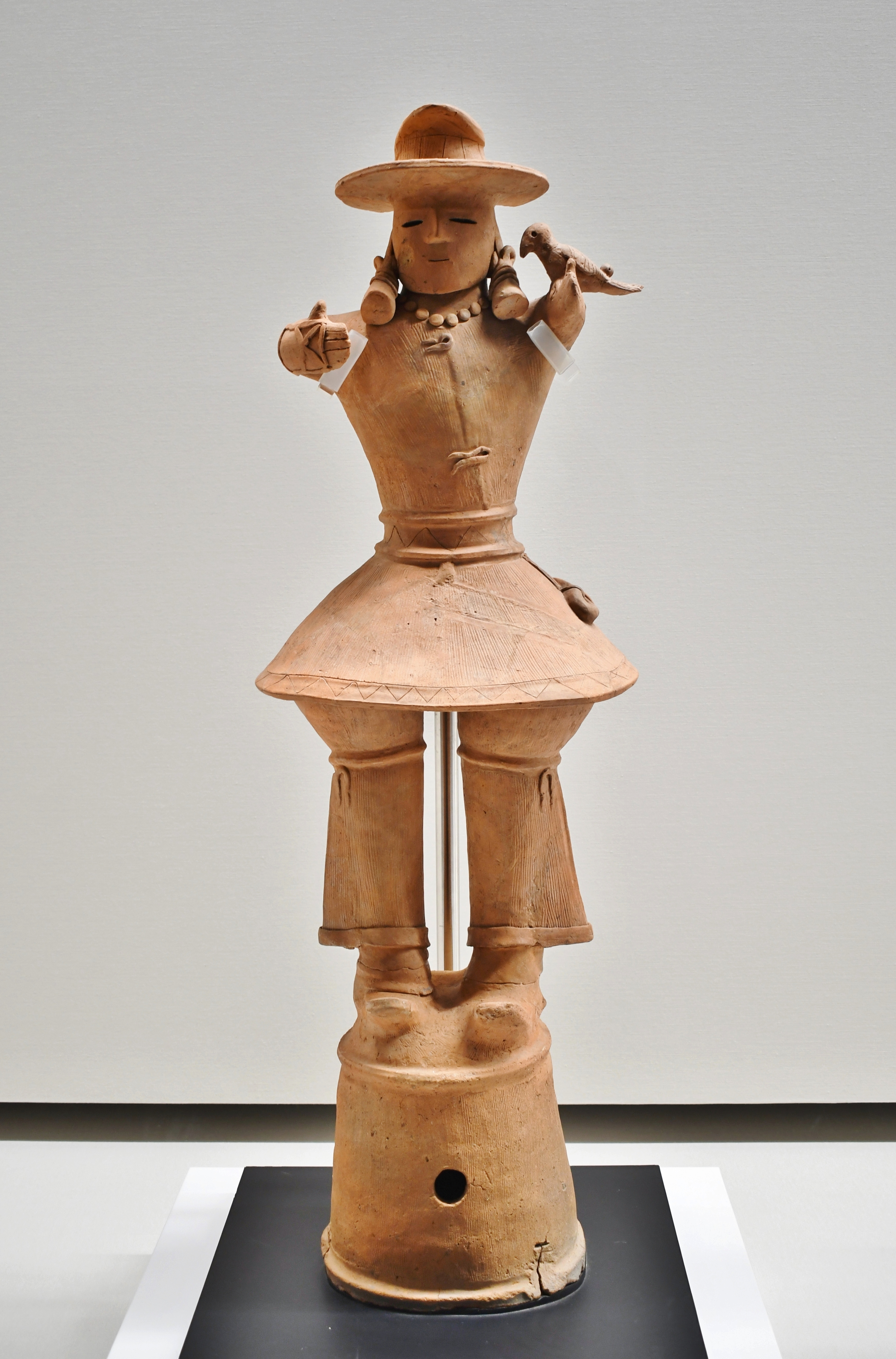
オクマン山古墳 埴輪 鷹匠 群馬県太田市。腰に鞆をさげる。太田市教育委員会ほか蔵、九州国立博物館特別展示時に撮影。